# Smáfuglar
Smáfuglar è un cortometraggio del 2008 diretto da Rúnar Runarsson.

## Trama
Due coppie di ragazzini, nella dolce notte estiva islandese, si trovano per passare alcune ore insieme. Uno dei ragazzi arriva al tavolo del bar con delle pastiglie di ketamina che distribuisce agli altri. L'altro adolescente ne prende anche lui per non mostrarsi diverso dai compagni. Il gruppo resta nel locale e i due più grandi si mettono con molta disinvoltura ad amoreggiare davanti a tutti. I due più giovani, più riservati e timidamente attratti uno dall'altra, si assopiscono per gli effetti della droga.
Il ragazzino a un certo punto riesce a risvegliarsi e davanti a lui vede quella che potrebbe essere la sua ragazza, nuda e stesa su un letto, completamente incosciente, mentre due clienti del locale la stanno violentando. Quando gli uomini se ne vanno, il ragazzo prende una decisione: si spoglia e si stende vicino alla giovane, sotto le lenzuola.
Quando questa si sveglierà, se lo troverà accanto. Infatti lei, al risveglio, pudicamente si tira su il lenzuolo e chiede timidamente se tutto  sia andato bene: "Sai, sono contenta che per la prima volta sia stato con te", confessa.

## Riconoscimenti
- International Film Festival di San Pietroburgo
  - Miglior film[senza fonte]
- 2009 - Arcipelago Film Festival
  - Primo premio concorso internazionale
- 2008 - Festival internazionale del cortometraggio di Siena
  - Miglior film